# Робърт Баратеон
Робърт Баратеон е герой от поредицата „Песен за огън и лед“ от фентъзи романите на американския писател Джордж Р. Р. Мартин и неговата телевизионна адаптация Игра на тронове.
Представен през 1996 г. в „Игра на тронове“, Робърт Баратеон е най-големият син и наследник на лорд Стефон Баратеон.Той е много близък приятел на Едард Старк. След като годеницата му Лиана Старк е била отвлечена от Рейгар Таргариен, Робърт, Едард Старк и Джон Арин организират бунт срещу „Лудия крал“Ерис II Таргериан. След като унищожава домът Таргериан и печели войната Робърт сяда на железния трон и създава рода Баратеон като първи крал. Поради смъртта на Лияна, Робърт се жени за дъщерята на лорд Тивин Ланистър – Церсей, за да осигури политическа стабилност. Въпреки че управлението на Робърт е относително мирно, той се оказва неефективен владетел. Той е нещастен както от брака си с Церсей, така и от задълженията си като крал. Има 3 деца (копелета) от Церсей без да знае че всъщност те са от брат ѝ Джайм.
Въпреки че Робърт е убит в първия роман, наследството от неговия бунт и управление продължава да оказва голямо влияние върху съвременните събития на Вестерос. След смъртта му започва борба за трона между братята му, най-големия син на Церсей Джофри и още няколко претенденти за короната се борят в тази война, известна като Войната на петте крале.
Робърт е изигран от английския актьор Марк Ади в телевизионната адаптация на HBO.

## Сюжетни линии
Робърт Баратеон няма гледна точка в романите, така че неговите действия са свидетелни и тълкувани през очите на други хора, главно от Нед Старк.Той се появява само в първата книга от поредицата „Игра на тронове“, въпреки че е споменаван многократно в следващите книги от поредицата.

### Игра на тронове
Крал Робърт пристига в Зимен хребет, за да назначи своя приятел Едард Старк за ръка на краля, след преждевременната смърт на Джон Арин. Той не знае че трите му деца от Церсей всъщност не са от него а от брат ѝ Джайм. Незаинтересуван от управлението, Робърт изпразва кралската хазна, оставяйки дългове на короната. След ловна катастрофа, организирана от Церсей, Робърт е смъртно ранен и назначава Едард за регент на сина си Джофри. След смъртта на Робърт, Едард губи борбата с Ланистър за трона и по-късно е публично екзекутиран чрез обезглавяване. Царствата потъват в гражданска война, известна като Войната на Петте крале (която обхваща изцяло следващите две книги), в която двамата братя на Робърт, Ренли и Станис Баратеон, се обявяват за законни крале. Синът на Едарт, Роб Старк и Бейлон Грейджой също обявяват свойте кралства като независими.

## ТВ адаптация
Марк Ади играе Робърт Баратеон в телевизионната адаптация на поредицата книги.

### Сезон 1
Историята на Робърт в сериала и в книгите е еднаква. Съпругата му Церсей измамва робърт че децата от брат ѝ са негови.

### Сезон 2
Джофри Баратеон предполагаем законен наследник на Робърт и новия крал издава заповед за избиване на всички незаконни деца на Робърт.